# Haju
Haju (em persa: حاجو, também romanizada como Ḩājū e Ḩājjū) é uma aldeia no Distrito Rural de Chaybasar-e Shomali, distrito de Bazargan, Condado de Maku, Província do Azerbaijão Ocidental, Irão. No censo de 2006, sua população era de 256 habitantes, em 42 famílias.